# Фаркашреті
Фаркашреті (угор. Farkasréti temető) — одне з найвідоміших кладовищ Будапешту. Розташоване в Буді. Воно відкрилося у 1894 році і відоме вражаючими краєвидами, які відкриваються з нього на місто. На кладовищі поховано багато відомих діячів культури і мистецтва, а також вчених та спортсменів. У 1950-ті роки на кладовищі були облаштовані паркові зони.

## Поховані
- Божик Йожеф — футболіст, тренер
- Барток Бела — композитор, піаніст і музикознавець-фольклорист
- Вереш Шандор — письменник і перекладач
- Геревіч Аладар — фехтувальник, олімпійський чемпіон
- Грос Карой — партійний, політичний і державний діяч
- Дері Тібор — перекладач і журналіст
- Карпаті Рудольф — фехтувальник
- Ковач Пал — фехтувальник
- Кодай Золтан — композитор і музикознавець
- Караді Каталін — угорська акторка театру і кіно
- Матяш Ракоші — політик
- Папп Ласло — боксер
- Золтан Тілді — прем'єр-міністр в 1945—1946 рр.
- Фекете Іштван — дитячий письменник
- Фехер Міклош — футболіст, що грав на позиції нападника
- Шлоссер Імре — футболіст та тренер
- Георг Шолті — англійський диригент
- Шоо Реже — ботанік
- Ел Казовський — один з провідних угорських художників свого часу
- Шарі Федак — одна з найвідоміших угорських співачок оперети.